# Nerf Herder
Nerf Herder ist eine Fun-Punk-Band, die 1994 in Kalifornien gegründet wurde. Der Name entstammt dem Film Das Imperium schlägt zurück, in dem Prinzessin Leia Han Solo an einer Stelle als nerf herder beschimpft (in der deutschen Synchronfassung lautet die Stelle „Wookietreiber“).

## Geschichte
Die Urbesetzung umfasste Hauptsongschreiber Parry Gripp, Charlie Dennis und Steve „The Cougar“ Sherlock. Erste Erfolge in den Radiocharts feierte das Trio mit dem Song Van Halen, einer satirischen Reminiszenz an die legendäre Hardrock-Band, die deren Sänger Sammy Hagar zu der Aussage veranlasste, Nerf Herder seien faggots (Schwuchteln). Unter der Leitung von Lagwagon-Kopf Joey Cape wurde das Debütalbum aufgenommen, das den Bandnamen zum Titel hatte und bei Arista Records verlegt wurde. Schon hier waren alle späteren Markenzeichen der Band vorhanden: locker-freche, teils ziemlich pubertäre Texte kombiniert mit einem einfachen, aber melodischen Punkrock.
1998 verließ Dennis die Band und wurde durch Pete Newbury ersetzt; zusätzlich engagierte man Dave Ehrlich als zweiten Gitarristen. Newbury wurde im Vorfeld einer Europa-Tournee durch Justin Fisher ersetzt. Weil sich die Band durch ihr Label Arista schlecht vertreten fühlte, wechselte sie 1999 zu Honest Don’s und veröffentlichte dort ihr zweites Album How to Meet Girls. Darauf enthalten sind Stücke wie Courtney (gewidmet Courtney Love) oder Five Thousand Ways to Die. Daneben steuerten Nerf Herder auch den Titelsong zur Fernsehserie Buffy the Vampire Slayer bei und brachten eine EP mit dem Titel My E.P. auf den Markt.
2002 erschien schließlich das dritte Album American Cheese, das die bewährte Mischung aus albernen Texten und lockerem Funpunk bietet. Aufs Korn genommen werden unter anderem Jenna Bush, die Tochter des US-Präsidenten, oder aber die New-Wave-Musik der Achtziger. Zugleich erschien eine um ein paar Songs erweiterte Neuauflage der My E.P. 2003 fiel die Gruppe schließlich auseinander, zwei Jahre später fand sich die Urbesetzung Gripp-Dennis-Sherlock wieder zusammen. Im April 2008 ist mit Nerf Herder IV ein neues Album erschienen. Kurz nach dem Release der Platte trat Linus „of Hollywood“ Dotson der Band bei. Die neueste Veränderung in der Bandkonstellation gab es Ende 2009, als Ben Pringle den Bassisten und Sänger Charlie Dennis ablöste. Seither hat sich an dieser Zusammensetzung nichts mehr geändert.
Parry Gripp hat zwischenzeitlich mit For Those About to Shop, We Salute You ein Soloalbum veröffentlicht.

## Diskografie
- 1995: Foil-Wrapped for Freshness (Demo)
- 1996: Nerf Herder (My Records; 1997 Arista Records)
- 2000: How to Meet Girls (Honest Don’s)
- 2000: High-Voltage Christmas Rock (in Kleinstauflage für Fanclubs und Konzerte produziert)
- 2001: My E.P. (My Records; 2002 Honest Don’s)
- 2002: American Cheese (Honest Don’s)
- 2008: IV (Oglio)
- 2016: Rockingham (Golfshirt Records)